# Alfredo Gravina
Alfredo Dante Gravina (Tacuarembó, 31 de octubre de 1913 - Montevideo, 1995) fue un escritor, hombre de teatro y periodista uruguayo.

## Biografía
Al terminar la secundaria, Gravina se traslada a Montevideo para iniciar estudios de abogacía que luego abandonó. Empleado en una de las cajas de lo que hoy es el Banco de Previsión Social, también se desempeña en el teatro independiente como actor.
Según el autor, fue la lectura de La Madre de Maximo Gorky lo que lo decidió por la escritura.
Fundó y dirigió la Gaceta de Cultura, que se publicó en Montevideo entre septiembre de 1955 y abril de 1957. Colaboró en los periódicos El Popular, La Hora y La Hora Popular. Militante del partido comunista, la obra de Gravina ha sido traducida al alemán, ruso, ucraniano, búlgaro, rumano, eslovaco y chino.
Según el crítico Arturo Sergio Visca: "Gravina es de los pocos narradores que ha procurado dar en su obra una visión totalizadora del país. Es éste uno de sus mayores méritos, cualquiera sean las observaciones que puedan señalarse en esa visión y las objeciones que puedan hacerse a su realización literaria. De todas sus páginas, además, surge siempre un aire cordial, efusivo y fraternal que las ennoblece".
Según Luis Volonté: "En muchos sus textos sintió la necesidad de fortalecer el mensaje en favor de una función didáctica al servicio de la causa. Persiguiendo ese afán ilustrativo, malogró gran parte de su obra presentando a los personajes en situaciones muy esquemáticas y previsibles en papeles de buenos y malos".
Sus mejores novelas son Macadam (1948) y Seis pares de zapatos (1964), por más que sus páginas más memorables se encuentren en dos de sus relatos cortos: Los ojos del monte y La danza macabra.

## Obra
- Sangre en los surcos (Ediciones de la Sociedad del Libro Rioplatense, Montevideo, 1938).
- La hora del canto (poesía, Culturamericana, 1941).
- El extraordinario fin de un hombre vulgar (Culturamericana, 1942).
- Historia de una historia, (novela, Editorial Teatro del Pueblo, 1944).
- Macadam, (novela, Imprenta Letras, Montevideo, 1948).
- Crónica de un viaje por la URSS y Checoslovaquia (1955).
- Fronteras al viento (novela, Ediciones Pueblos Unidos, Montevideo, 1951).
- Reportaje campesino en Cañada Grande (1956).
- El único camino (novela, Ediciones Pueblos Unidos, Montevideo, 1958).
- Del miedo al orgullo (novela, Ediciones Pueblos Unidos, 1959).
- La sonrisa del buen vecino (1960).
- Los ojos del monte y otros cuentos (Carumbé, Montevideo, 1962).
- Tiempo arriba (1962).
- Seis pares de zapatos (novela, Aquí Poesía, Montevideo, 1964).
- Brindis por el húngaro (Zig-Zag, Santiago de Chile, 1969).
- Sus mejores cuentos (antología, Ediciones de la Banda Oriental, Montevideo, 1969).
- La isla (1970).
- Despegues (1974).
- Música y dólares (cuentos, Librosur, Montevideo, 1986).
- La danza macabra (antología, Ediciones de la Banda Oriental, Montevideo, 2000).